# Mystic (Connecticut)
Mystic is een plaats (census-designated place) in de Amerikaanse staat Connecticut, en valt bestuurlijk gezien onder New London County.

## Demografie
Bij de volkstelling in 2000 werd het aantal inwoners vastgesteld op 4001.

## Geografie
Volgens het United States Census Bureau beslaat de plaats een oppervlakte van
9,8 km², waarvan 8,7 km² land en 1,1 km² water. Mystic ligt op ongeveer 3 m boven zeeniveau.

## Plaatsen in de nabije omgeving
De onderstaande figuur toont nabijgelegen plaatsen in een straal van 8 km rond Mystic.